# Baltazar (futebolista)
Baltazar Maria de Morais Júnior, mais conhecido apenas como Baltazar (Goiânia, 17 de julho de 1959), é um ex-futebolista brasileiro que atuava como atacante.

## Carreira
Iniciou sua carreira profissional em 1978, atuando pelo Atlético-GO. Logo de cara mostrou que era um goleador nato, sagrando-se artilheiro do Campeonato Goiano.
No ano seguinte, transferiu-se para o Grêmio, onde conquistou seus primeiros títulos com o bicampeonato Gaúcho de 1979 e 1980 e foi o artilheiro do Campeonato Gaúcho por dois anos seguidos; em 1980 (28 gols) e 1981 (20 gols). Ainda em 1981, fez o gol do primeiro título brasileiro do Grêmio na final contra o São Paulo, no Morumbi, após ter perdido um pênalti na partida de ida no Estádio Olímpico Monumental. Na ocasião, declarou: "Deus está reservando algo melhor para mim". Foi um dos primeiros jogadores a declarar-se Atleta de Cristo.
Por seus feitos, o jogador é um ídolo da torcida do tricolor gaúcho e esta entre os 10 maiores artilheiros do clube, com 131 gols marcados.
Baltazar também jogou no Flamengo, Botafogo e Palmeiras e teve uma breve passagem pela Seleção Brasileira, conquistando o título da Copa América de 1989 e totalizando três gols em sete jogos.
Na Espanha, jogou pelo Atlético de Madrid, tornando-se o artilheiro e conquistando o Troféu Pichichi na temporada 1988–89, ao fazer 35 gols. Segundo: Hugo Sánchez: "Lembro-me na verdade foi que foi surpreendente, mas depois que passou, nada mais se ouviu falar dele, e parece que a missão foi tirar-me esse Pichichi (risos). Sim, porque teriam sido seis consecutivamente". O mexicano também se surpreendeu com o hábito do brasileiro: "Lembro que antes de cada partida ele dava uma bíblia a cada defensor que iria marcá-lo (risos). Isso me deixava surpreso, essa bíblia creio que era para que o defensor não batesse nele (risos)". "Fiz gols em todas as equipes na competição. Foi bem interessante. O problema é que marquei gols demais e o pessoal ficou mal acostumado! Eu marquei 18 na temporada seguinte e eles me mandaram embora (risos). A média era boa, mas o pessoal acostumou com isso", justificou Baltazar à ESPN.
Encerrou sua carreira em 1996, jogando no Kyoto Sanga, do Japão.

## Estatísticas

### Por Clubes
| Performance por Clubes | Performance por Clubes | Performance por Clubes | Performance por Clubes | Performance por Clubes |
| Ano/Temporada          | Clube                  | Divisão                | Jogos                  | Gols                   |
| ---------------------- | ---------------------- | ---------------------- | ---------------------- | ---------------------- |
| 1979                   | Grêmio                 | Série A                | 16                     | 10                     |
| 1980                   | Grêmio                 | Série A                | 18                     | 14                     |
| 1981                   | Grêmio                 | Série A                | 21                     | 10                     |
| 1982                   | Grêmio                 | Série A                | 23                     | 12                     |
| 1983                   | Flamengo               | Série A                | 26                     | 13                     |
| 1984                   | Palmeiras              | Série A                | 11                     | 2                      |
| 1984                   | Botafogo               | Série A                | 0                      | 0                      |
| 1985                   | Botafogo               | Série A                | 18                     | 1                      |
| 1985–86                | Celta                  | La Liga                | 32                     | 6                      |
| 1986–87                | Celta                  | Segunda División       | 44                     | 34                     |
| 1987–88                | Celta                  | La Liga                | 16                     | 7                      |
| 1988–89                | Atlético Madrid        | La Liga                | 36                     | 35                     |
| 1989–90                | Atlético Madrid        | La Liga                | 38                     | 18                     |
| 1990–91                | Atlético Madrid        | La Liga                | 3                      | 0                      |
| 1990–91                | Porto                  | Primeira Liga          | 19                     | 2                      |
| 1991–92                | Stade Rennais          | Ligue 1                | 34                     | 6                      |
| 1992–93                | Stade Rennais          | Ligue 2                | 0                      | 0                      |
| 1993                   | Goiás                  | Série A                | 0                      | 0                      |
| 1994                   | Goiás                  | Série B                | 18                     | 11                     |
| 1995                   | Kyoto Purple Sanga     | Football League        | 27                     | 28                     |
| 1996                   | Kyoto Purple Sanga     | J1 League              | 3                      | 0                      |
| Total                  | Total                  | Total                  | 403                    | 209                    |

### Pela Seleção
| Ano   | Jogos | Gols |
| ----- | ----- | ---- |
| 1980  | 1     | 0    |
| 1981  | 2     | 1    |
| 1982  | 0     | 0    |
| 1983  | 0     | 0    |
| 1984  | 0     | 0    |
| 1985  | 0     | 0    |
| 1986  | 0     | 0    |
| 1987  | 0     | 0    |
| 1988  | 0     | 0    |
| 1989  | 3     | 1    |
| Total | 6     | 2    |

## Títulos
Grêmio
- Torneio de Rosário: 1979
- Campeonato Gaúcho: 1979, 1980
- Campeonato Brasileiro: 1981
- Troféu Torre del Vigia: 1981
- Copa El Salvador del Mundo: 1981
- Troféu Cidade de Valladolid: 1981

Flamengo
- Campeonato Brasileiro: 1983
- Taça Rio: 1983

Botafogo
- Torneio de Genebra: 1984
- Philips Cup: 1985

Celta de Vigo
- Troféu Cidade de Vigo: 1986, 1988

Atletico de Madrid
- Troféu Ciudad de LA Linea: 1989
- Troféu Villa de Madrid: 1989, 1990
- Troféu Rámon de Carranza: 1991

Seleção Brasileira
- Copa América: 1989

Porto
- Taça de Portugal: 1990–91

Goiás
- Campeonato Goiano: 1994

## Artilharias
- Campeonato Goiano: 1978 (31), 1994 (25)
- Campeonato Gaúcho: 1980 (28 gols), 1981 (20)
- Campeonato Carioca: 1984 (12)
- Campeonato Espanhol de Futebol: 1988–89 (35)

## Prêmios
- Bola de Prata da Revista Placar: 1980